# Métrite
 (janvier 2019).
Si vous disposez d'ouvrages ou d'articles de référence ou si vous connaissez des sites web de qualité traitant du thème abordé ici, merci de compléter l'article en donnant les références utiles à sa vérifiabilité et en les liant à la section « Notes et références ».

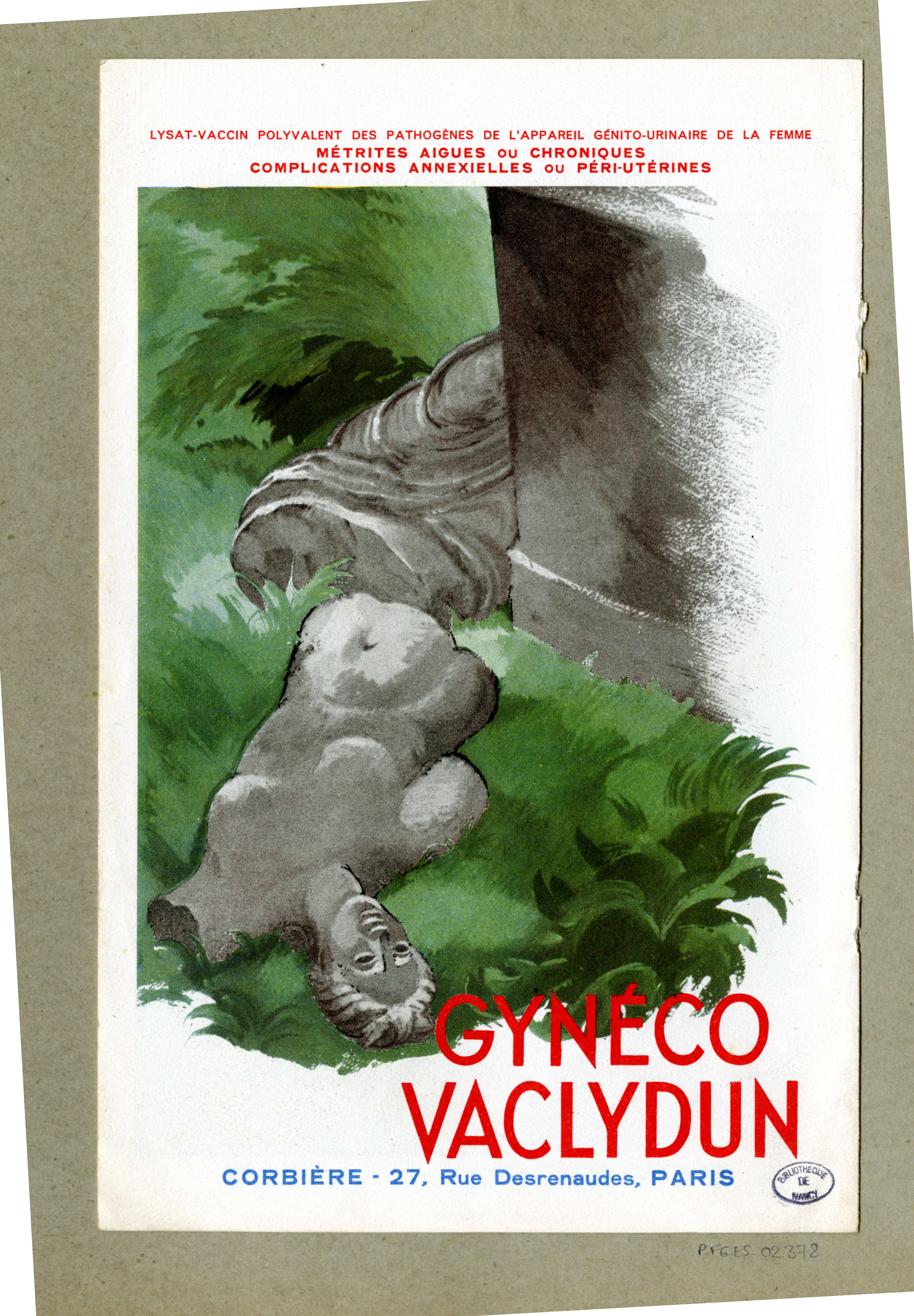
Publicité du début du XXe siècle pour un vaccin contre les métrites de la femme. Bibliothèque municipale de Nancy

En médecine et en médecine vétérinaire, une métrite est une infection aiguë ou chronique de l'utérus  en complication d'un accouchement ou d'un vêlage.

## Définition
Définir l'infection utérine n'est pas chose aisée. Il faut y voir le manque d'harmonisation des méthodes et des critères de diagnostic mais aussi le fait que la présence de sécrétions utérines au cours de la période d'involution utérine ne traduit pas nécessairement la présence d'un processus pathologique.
Il faut donc distinguer l’infection (processus pathologique) de la contamination (processus pathologique). L’infection implique l’adhérence d’un germe à la muqueuse, la colonisation voire la pénétration de l’épithélium par ce germe et /ou la libération de toxines conduisant à l’apparition d’une pathologie utérine ou générale rarement mortelle cependant.
Le plus souvent, on distingue quatre types de métrites sur base du délai d'apparition par rapport au vêlage et des symptômes cliniques généraux et/ou locaux dont elles peuvent s'accompagner : la métrite aigüe, la métrite chronique du 1er, 2e et 3e degré.
Une précision s’impose. Les définitions d'aigüe ou de chronique proposées dans le cas de la vache sont des définitions cliniques impliquant un délai de diagnostic par rapport au vêlage. Par métrite aigüe, il faut entendre une infection qui se traduit au cours des quinze premiers jours du postpartum par des symptômes locaux et généraux. À l'inverse, la métrite chronique ne se traduit que par des symptômes locaux au-delà des quinze premiers jours du postpartum.
Ces définitions s’écartent donc des définitions habituellement proposées par l’anatomopathologiste qui considère davantage la localisation tissulaire de l’inflammation. Ainsi, parlera-t-il d’endométrite, de métrite, de périmétrite et de paramétrite si l’inflammation est limitée respectivement à l’endomètre utérien, à l’entièreté de la paroi utérine, à la séreuse ou aux ligaments suspenseurs.
Le clinicien peut éprouver davantage de difficultés à faire ce diagnostic différentiel. Aussi parlera-t-il plus couramment d’endométrite ou de métrite.
Causées par des infections bactériennes les métrites s'observent sous forme d'infection jusqu'à une maladie avec fièvre et diminution de la production laitière. Elles peuvent être à l'origine d'une augmentation des infécondités chez la vache et occasionnent directement ou indirectement des pertes économiques considérables. Il est donc important de les prendre en charge et de les traiter rapidement. Juste après le vêlage, l’utérus constitue un environnement idéal pour la croissance et la pullulation bactérienne. Durant la première semaine post-vêlage, et quasi systématiquement 90 % des vaches sont victimes d’une infection utérine par la contamination bactérienne de la lumière de l’utérus. Une vache dont l’état de santé est faible et qui a eu un vêlage difficile ou qui perd de l’état physique (appétence, poids...) est moins résistante, elle se trouve en immunodéficience ; c'est là qu'elle risque de développer une endométrite ou métrite.
Deux types de métrites existent, ces deux types se distinguent par leurs symptômes et plus précisément par leur visibilité, la métrite est clinique et apparaît entre 1 et 15 jours post partum en revanche on retrouve l’endométrite, subclinique et apparente entre 15 25 jours post partum.

## Espèces touchées
Les métrites sont des problèmes récurrents aujourd’hui en élevage, de plus en plus prises en compte par les éleveurs laitiers par leur impacts on les retrouvera chez les bovins. Mais pas seulement, plus généralement, tous les mammifères. Après chaque mise bas en effet, l’utérus se voit surmené et épuisé par la demande en énergie et est donc plus fragile et opportun face à une colonisation bactérienne.

## Symptômes, causes et conséquences
La métrite chronique ou endométrite, qu'elle soit clinique ou subclinique découle des mêmes causes :
- Un vêlage difficile
- Une aide inappropriée durant la mise bas
- Un veau mort-né
- Une mauvaise préparation au tarissement
- Une métrite, en effet une métrite puerpérale (1ère métrite) non prise en charge peut engendrer une métrite chronique
- Un problème métabolique, l'état immunitaire après vêlage et en action de façon plus ou moins efficace
- De la manière dont la vache va assumer le déficit énergétique post-partum et comment elle va réagir au début de sa lactation, risque d'acétonémie (c'est sur ces points qu'il faut insister pour éviter l'acétonémie : l’alimentation des vaches en lactation, la gestion du tarissement et de la préparation au vêlage. Médicalement parlant l'acétonémie est une augmentation de la teneur en corps cétoniques dans le sang)
- Des maladies infectieuses peuvent être à l'origine d'endométrites. Ces maladies peuvent être virales, on retrouvera alors le BVD (Diarrhée Virale des bovins) ou l'IBR (Rhinotrachéite infectieuse bovine) par exemple. Ces maladies peuvent être aussi bactériennes avec la fièvre Q ( Coxiellose). Les maladies pouvant entraîner une endométrite peuvent être aussi parasitaires avec la néosporose qui provoque le plus souvent des avortements et donc une métrite puis une endométrite.

- Les symptômes et conséquences
° Durant l’infection, trois parties consécutives vont apparaître : une colonisation bactérienne, une lésion des tissus et des écoulements malodorants, puis la guérison naturelle. Si la vache est vraiment malade et ne subjugue pas naturellement à l'infection, l’éleveur va pouvoir le déceler, on remarquera alors une perte de l'appétit, une baisse de la production laitière, une perte d'état et une baisse de la fécondité, mais certaines formes aiguës peuvent ne pas être vues et évoluer vers une métrite chronique où plusieurs symptômes peuvent être ou non visibles. Pour les endométrites cliniques, on remarquera des écoulements abondants de pyométre (accumulation de pus). Et on retrouvera enfin les endométrites subcliniques (qui ne se voient pas) où on ne rencontrera aucun écoulement. Il faudra alors procéder à des examens complémentaires.

## Prévention et traitements
° La prévention est importante. L'alimentation peut jouer un rôle important dans le développement de cette maladie, on pourra aussi retrouver le milieu, les actions de l’éleveur... La bonne gestion de l'alimentation se gère à tous les stades, un excès ou un déficit azoté pendant la période de tarissement, associé à un déficit énergétique, peuvent être des facteurs favorisant l'apparition de métrite ou d'endométrite. Il faut faire aussi attention à l’équilibre minéral, aux carences en vitamines et oligo-éléments. La prévention des métrites s'opère par une bonne hygiène du vêlage, que ce soit la case de vêlage, les outils utilisés lors de la mise bas, mais aussi la bonne hygiène du manipulateur qu'il soit éleveur ou vétérinaire. L'état des logettes et de l'air d'exercice jouent aussi un rôle dans cette prévention. Il est primordial d'identifier et de prendre en charge le plus tôt possible les problèmes de métrites et d'endométrites. Différents traitements curatifs apparaissent au fil des années. Mais on remarquera qu'aucun traitement local n'est nécessaire pour la vache. On pourra trouver par exemple :
° Des traitements anti-infectieux, Les vétérinaires pourront citer alors que : « Le traitement avec des antibiotiques augmente le taux de guérison des vaches atteintes de métrites ou d'endométrites ». Les antibiotiques peuvent être administrés de deux façons, la voie systémique par des injections, mais aussi par la voie intra- utérine. Il faudra cependant faire attention à l'antibio-résistance.
° L'utilisation de substances hormonales peut intervenir dans la guérison des endométrites. L'activation ou la mise en marche du mécanismes immunitaires de défense de l'utérus dépend de son état hormonal. De ce fait on pourra utiliser, par le biais d'injections et d'administrations des prostaglandines, pour réduire le temps d'intervalle vêlage – nouveau cycle ovarien, pour ce faire les prostaglandines vont raccourcir le temps d'involution utérine. Au niveau des substances hormonales, on pourra aussi utiliser des œstrogènes composés d'ocytocine qui vont favoriser le vide utérin et donc la guérison ou la limitation de l'infection puisque l'accumulation de pus dans l'utérus constitue un foyer microbien propice à l'apparition d'endométrites ou de métrites.
° On pourra retrouver une dernière méthode pour la guérison de ses infections, elle se rapproche de celle des œstrogènes avec le vide utérin. En effet en cas d'une trop grosse accumulation de pus dans le cas d'une métrite aiguë ou une métrite chronique clinique il est conseillé de laver puis aspirer l'utérus et son contenu avec l'aide d'antiseptiques (l'iode par exemple ) ou d'antibiotiques (pénicillines ou tétracyclines par exemple). Le but de cette technique est de nettoyer la lumière de l'utérus de ses bactéries et de ses microbes mais elle comporte quelques risques. En effet on introduit du matériel conséquent dans l'appareil génital de la vache, on risque donc des lésions de l’endomètre et bien sur d’inoculer de nouveau microbes.
° Des méthodes plus « saines » apparaissent avec l’évolution de l’agriculture, la phytothérapie par exemple avec l’administration de bonus tel que le métrabol ou délibol. On pourra aussi retrouver le propylène-glycol qui va aider au déficit énergétique.

## Aspects réglementaires
Les métrites ne sont pas classées directement dans la réglementation du lait par exemple, elles ne présentent pas de réel danger sanitaire, et de plus elles ne sont pas contagieuses. Le principal impact est financier de par son traitement mais aussi zootechnique puisque la mise à la reproduction est retardée, ce qui implique un intervalle vêlage - vêlage, voire une période improductive du fait d’un tarissement plus long.